# Херсонский нефтеперерабатывающий завод
Херсонский нефтеперерабатывающий завод (укр. Херсонський нафтопереробний завод) — промышленное предприятие в городе Херсон, один из крупнейших нефтеперерабатывающих заводов на территории Украины.

## История

### 1935 - 1991
Строительство нефтеперерабатывающего завода в Херсоне началось в 1935 году. В 1938 году завод был введён в эксплуатацию и в апреле 1938 года дал первую продукцию - бензин, полученный методом термического крекинга нефти.
После начала Великой Отечественной войны в связи с приближением к городу линии фронта в июне 1941 года завод был эвакуирован в Сызрань, где оставался до окончания войны.
В послевоенные годы завод был восстановлен на базе нового оборудования, первая очередь восстановленного завода была введена в эксплуатацию в 1951 году, основным сырьём стала нефть с западно-сибирских месторождений.
В 1958 году на заводе была введена в эксплуатацию первая установка АВТ.
В 1960е годы на заводе были введены в эксплуатацию две битумные установки.
В 1970 году на заводе была введена в эксплуатацию установка коксования сырья мощностью 639 тыс. тонн в год.
В 1971 году на заводе была введена в эксплуатацию вторая установка АВТ.
31 января 1972 года вошел в строй нефтепровод Кременчуг – Херсон.
В 1973 году на заводе была введена в эксплуатацию установка каталитического риформинга проектной мощностью 600 тыс. тонн в год. С освоением проектной мощности нефтепровода в 1973 году количество перерабатываемой нефти и выпуск нефтепродуктов увеличился более чем в 4 раза.
В 1984 году на заводе действовали 11 установок, основной продукцией предприятия являлся бензин различных марок, жидкий газ и битумы, но выпускались и иные нефтепродукты. Также, в 1984 году был утверждён новый генеральный план Херсона, в соответствии с которым предусматривалось создание санитарно-защитной зоны нефтезавода.
В советское время на балансе предприятия находились несколько объектов социальной инфраструктуры (в частности, детский сад «Аленький цветочек»).
В 1991 году завод переработал 7647,2 тыс. тонн нефти.

### После 1991
После провозглашения независимости Украины нефтезавод был преобразован в открытое акционерное общество.
В 1992 году завод переработал 5566,7 тыс. тонн нефти, в 1993 году - 2264,4 тыс. тонн; в 1994 году - 1562,7 тыс. тонн (мощности завода были загружены на 18,5%); в 1995 году - 2237,5 тыс. тонн нефти (мощности завода были загружены на 26%). В 1996 году мощности завода были загружены на 17,3%.
В марте 1997 года Фонд государственного имущества Украины выставил на продажу 61% акций нефтезавода, находившихся в государственной собственности.
К началу августа 1997 года износ основных фондов нефтезавода составлял около 70%, что затрудняло эксплуатацию предприятия.
В 1990-е годы завод переживал кризис, который длился до 1999 года. После привлечения к управлению НПЗ российской компании «Группа
Альянс», а также прихода казахстанских и российских инвесторов ситуация на предприятии изменилась.
К началу 2000 года общая численность работников предприятия составляла 1800 человек. В 2000 году ХНПЗ переработал свыше
1,3 млн. тонн нефти.
В 2003 году завод переработал 1 975,6 тыс. тонн нефти, что составило 9,3% от объема переработки нефти на Украине.
15 декабря 2004 - 23 января 2005 года на НПЗ был проведён плановый ремонт, в ходе которого на установке АВТ-2 были выполнены монтажные работы колонны К-3, монтаж и обвязка колонн трубопроводами подачи азота, перевод центробежных насосов на двойные торцевые уплотнения, ремонтные работы вакуумного блока, замена секций холодильников воздушного охлаждения, ремонт теплообменников, выполнены акты технического надзора трубопроводов. На установке Л-35-11/600 были выполнены обвязка колонны К-2, монтаж и обвязка емкости Е-7, капитальный ремонт компрессора ПК-3, ремонт печи П-1. В это же время был завершен ремонт на нефтяном резервуаре № 205 и начался ремонт нефтяного и дизельного резервуаров № 202 и № 210, а также осуществлены монтаж и обвязка бензинового насоса в товарном цехе.
В феврале 2005 года в трубопроводе атмосферно-вакуумной установки нефтезавода возникла трещина, но авария была предотвращена.
В августе 2005 года завод был остановлен для модернизации. На момент остановки технологическое оборудование Херсонского НПЗ обеспечивало глубину переработки сырой нефти около 48%, выход светлых нефтепродуктов составлял порядка 45%.
В рамках подготовки Херсонского НПЗ к реконструкции в конце 2006 - начале 2007 года было создано ЗАО "Херсонский нефтеперерабатывающий завод", учредителями которого выступили ООО НК "Альянс-Украина" и ОАО "Херсонский нефтеперерабатывающий комплекс". Позднее, 3 июля 2007 года ООО НК "Альянс-Украина" продала около 28% акций нефтезавода компаниям "Rayholt Invest" и "Faymarsh Company Ltd." с Британских Виргинских островов.
В июне 2007 года численность работающих на НПЗ (без учета охраны) составила 441 человек.
Изначально планировалось, что в 2009 году предприятие сможет переработать до 1 млн. тонн нефти и начнёт выпуск товарного бензина, бензина для нефтехимии, вакуумного газойля и битума. К маю 2009 года первый этап модернизации был завершён, однако в связи с экономическим кризисом работы были остановлены на неопределённый срок, позднее завод был законсервирован.
В конце мая 2012 года совладелец концерна «Континуум» Игорь Еремеев сообщил, что стоимость реконструкции ХНПЗ составляет 2 млрд. долларов США, а продолжительность работ оценивается в два с половиной года.
По состоянию на ноябрь 2014 года, завод не функционировал.